# Mémorial Hill 62
 (février 2023).
Le mémorial Canadien Hill 62 (Sanctuary Wood) est un mémorial de guerre qui commémore les actions du Corps canadien dans la défense des tronçons sud du saillant d'Ypres entre avril et août 1916, comprenant les actions survenues aux cratères Saint-Eloi, la bataille du mont Sorrel et à Sanctuary Wood. Ces batailles ont marqué la première occasion où des divisions canadiennes se sont engagées dans des opérations offensives planifiées pendant la Première Guerre mondiale. Au cours de ces actions, les Canadiens ont reconquis des positions vitales en hauteur qui empêchaient les Allemands d'avoir une vue imprenable sur la ville d'Ypres elle-même.

## Contexte historique

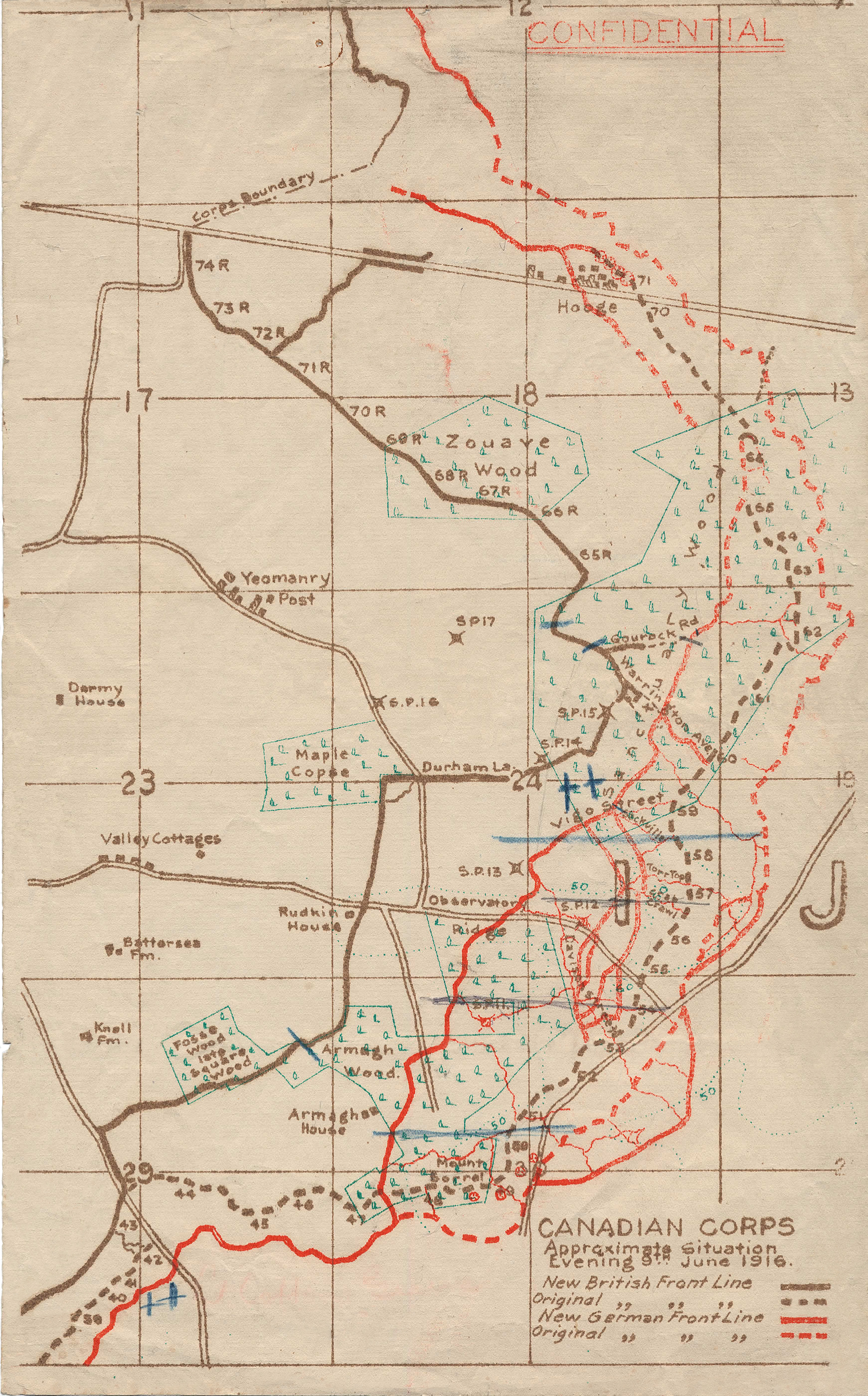
Carte des tranchées montrant les lignes de tranchées après l'attaque allemande initiale.

### Cratères Saint-Éloi
Le 3 avril 1916, le Corps canadien, y compris les 2e et 3e divisions canadiennes nouvellement formées et inexpérimentées, a été envoyé sur une partie du front au sud d'Ypres aux cratères Saint-Éloi. Il s'agissait d'un terrain dévasté avec six grands cratères de mines et quelques tranchées à la vue des forces allemandes qui occupaient un terrain plus élevé. Trois jours plus tard, les Allemands lancent une série d'attaques qui durent dix jours. Une mauvaise maîtrise de la situation, de la communication et du commandement conduisent les Canadiens à quitter plusieurs positions clés malgré quelques tentatives de contre-attaque. 
En 13 jours de combats à Saint-Éloi, quelque 1 375 Canadiens sont devenus des victimes, dont certains hommes qui ont été abattus par leurs propres tirs d'artillerie en raison d'une mauvaise lecture du champ de bataille. Cela s'avérerait être la seule défaite significative et durable des Canadiens dans la guerre.

### Batailles
Après leur retrait du secteur Saint-Éloi, les Canadiens ont été redéployés dans des tranchées de première ligne à environ 4 kilomètres (2,5 milles) au nord-est, à l'extrémité opposée de la même ligne de crête. Ici, les Alliés tenaient encore les hauteurs du mont Sorrel, Hill 61 et Hill 62. Encore une fois, peu de temps après avoir hérité de leurs tranchées, du 2 au 6 juin, les Allemands lancent une attaque visant à faire tomber la 3e division de ses positions sur les hauteurs. Des pans entiers de tranchées et leurs occupants sont anéantis par les bombardements d'artillerie. Les Canadiens ont tenté des contre-attaques, mais les Allemands ont fait exploser quatre mines sous les lignes canadiennes et ont renouvelé leur attaque le 6 juin. Ils capturent les hauteurs restantes et la majeure partie de Sanctuary Wood.
Le nouveau commandant du Corps canadien, le lieutenant-général. Sir Julian Byng, est déterminé à reconquérir les hauteurs du mont Sorrel et de la colline 62 et a donné l'ordre à la 1re Division canadienne, sous le commandement du major-général Arthur Currie, de planifier et d'exécuter la contre-attaque. À la suite de trois jours de bombardement d'artillerie, l'infanterie canadienne attaque dans la nuit à 1 h 30 du matin, le 13 juin. Elle reprend les hauteurs perdues. Cependant, le coût de la victoire était élevé ; en juin 1916, les Canadiens subirent plus de 8 400 pertes. Les Canadiens ont sécurisé à nouveau leurs positions et ont conservé le terrain élevé critique qu'ils avaient repris jusqu'à ce qu'ils soient retirés du secteur pour participer à la bataille de la Somme en août,.

## Monument

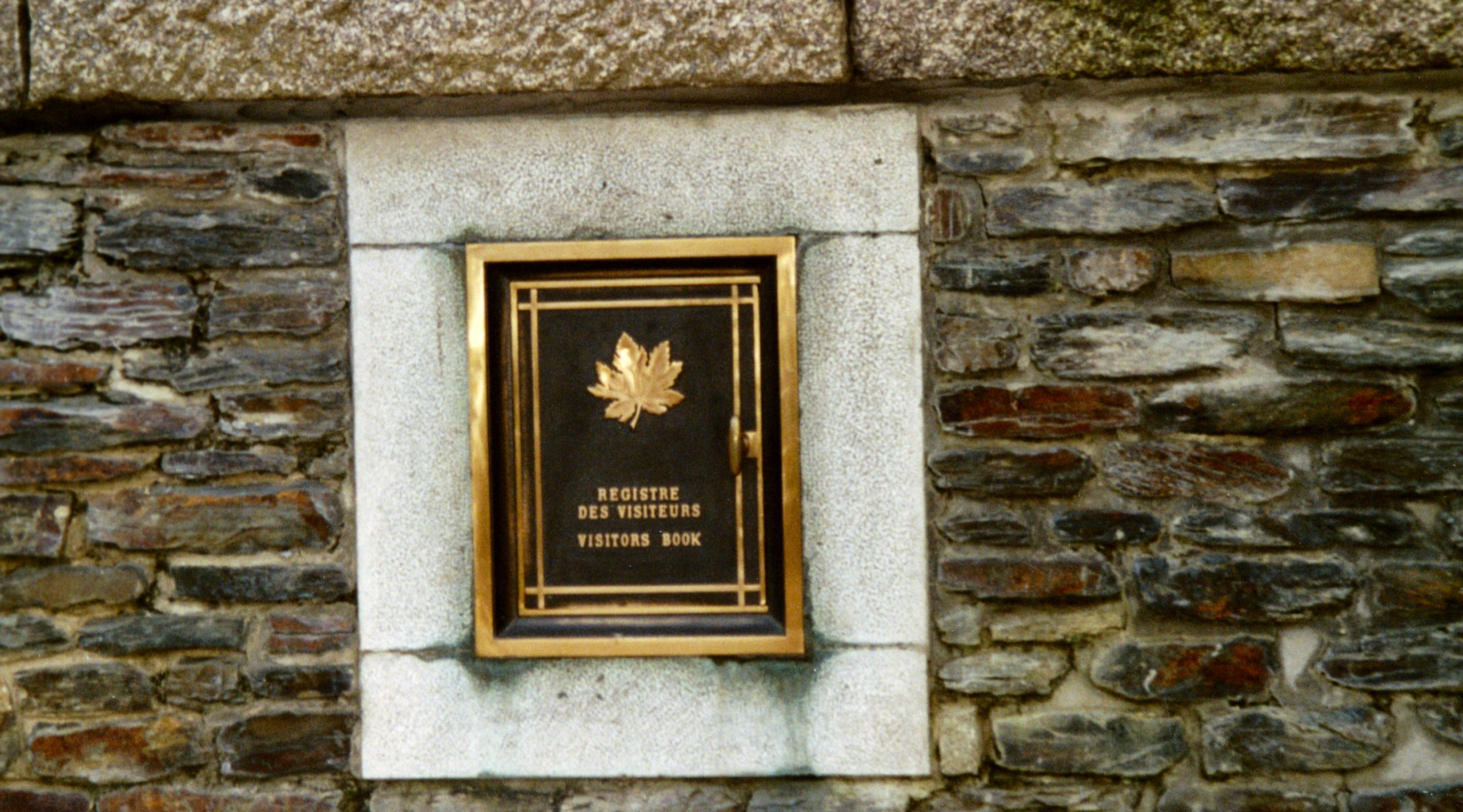
Livre d'or du Hill 62 Memorial.

### Sélection du site
À la fin de la guerre, la Commonwealth War Graves Commission  accorde au Canada huit sites — cinq en France et trois en Belgique — sur lesquels ériger des monuments commémoratifs. Chaque site représente un engagement canadien important dans la guerre et pour cette raison, il a été décidé à l'origine que chaque champ de bataille serait traité de manière égale et orné de monuments identiques La Commission canadienne des monuments commémoratifs des champs de bataille a été formée en novembre 1920 et a décidé qu'un concours serait organisé pour sélectionner la conception du mémorial qui serait utilisé sur les huit sites européens. En octobre 1922, la soumission du sculpteur et designer torontois Walter Seymour Allward a été sélectionnée comme gagnante du concours, et la soumission de Frederick Chapman Clemesha s'est classée deuxième. La commission a décidé que la conception monumentale d'Allward serait utilisée sur la crête de Vimy en France car c'était l'endroit le plus spectaculaire. Bien que l'on ait considéré que le monument d'Alward à Vimy pouvait à lui seul constituer le seul monument aux efforts canadiens en Europe, le dessin du « soldat enragé » de Clemesha a été sélectionné pour les sept sites restants, mais a été plus tard, pour un certain nombre de raisons, érigé uniquement à Saint-Julien en Belgique.
Les six mémoriaux restants, sur les sites de la colline 62, de Passchendaele, du bois de Bourlon, de Courcelette, de Dury et Le Quesnel en France, reçoivent chacun un modeste mémorial conçu sous la supervision d'un architecte et conseiller de la Battlefield Memorials Commission, Percy Erskine Nobbs. Situés sur des points clés du champ de bataille qu'ils commémorent, l'élément central des monuments commémoratifs serait un bloc de granit blanc-gris de 13 tonnes en forme de cube extrait près de Stanstead au Québec. Les blocs sont essentiellement identiques, sculptés de couronnes sur deux côtés opposés et portant l'inscription « Honour to the Canadians who on the fields of Flanders and France feugth in the cause  of the allies with sacrifice and devotion » (« honneur aux Canadiens qui ont combattu en Flandres et en France pour la cause des alliés avec sacrifice et dévotion. ») autour de la base. Bien que de conception uniforme, ils se différencient par les brèves descriptions en anglais et en français de la bataille qu'ils commémorent inscrites sur leurs côtés et les petits parcs qui entourent les blocs commémoratifs, qui varient en forme et en disposition.
Sous les recommandations du général Sir Arthur Currie, le jury du concours de la Commission canadienne des monuments commémoratifs des champs de bataille qui a choisi la conception de Walter Allward avait initialement envisagé la construction de l'édifice d'Allward au sommet de la colline 62 car Currie croyait qu'il avait été le site du premier succès offensif du Corps canadien pendant la guerre. Lorsqu'ils ont comparu devant le comité, le député de Parkdale Herbert Mowat et le récipiendaire de la Croix de Victoria Cy Peck ont exprimé leur préférence pour un mémorial distinct sur la crête de Vimy. En fin de compte, la colline 62 a reçu le mémorial standard du «bloc de granit» au lieu des imposants pylônes blancs d'Alward.

### Emplacement et conception

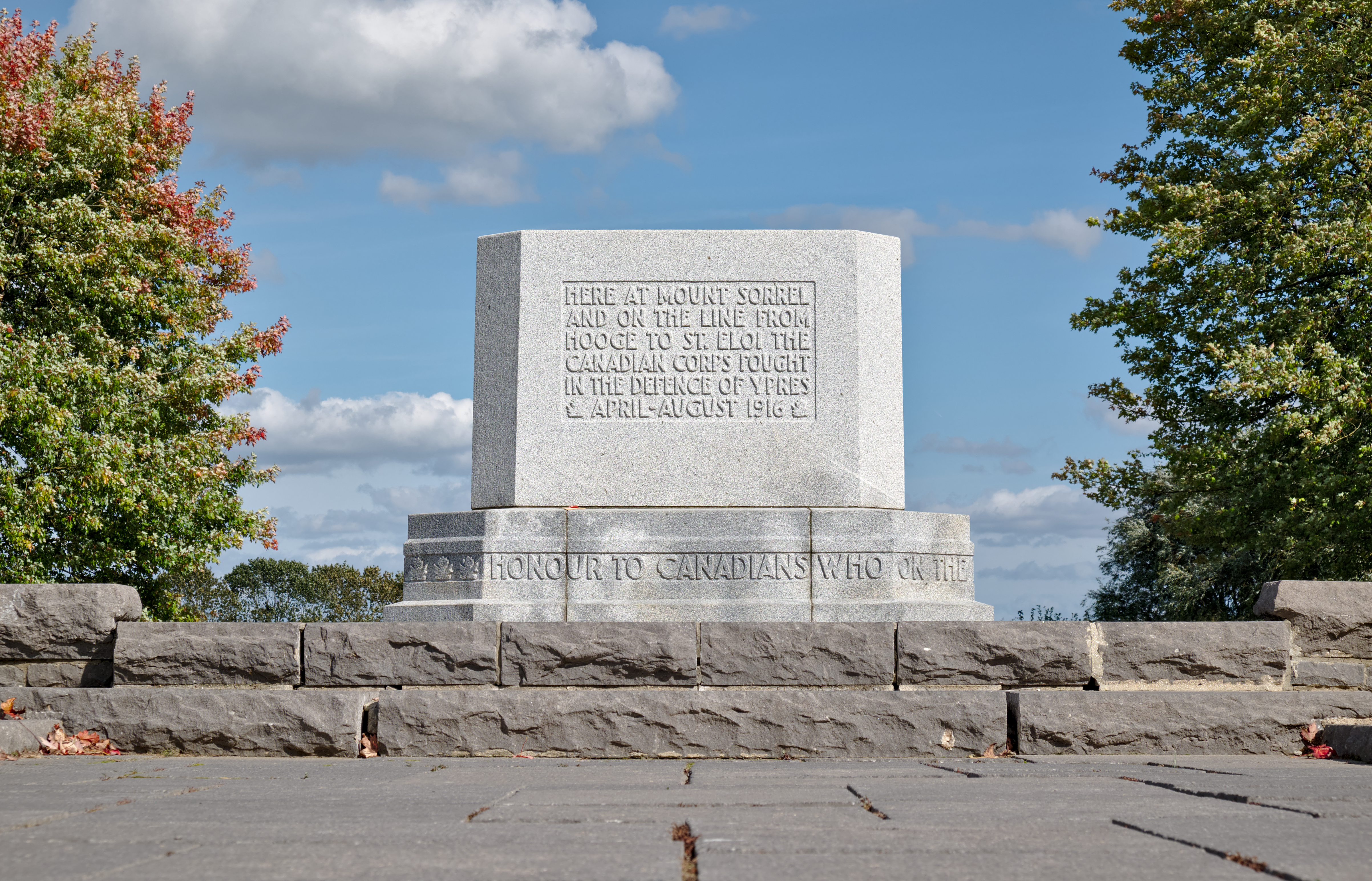
Photo en gros plan du monument central en bloc de granit, montrant l'inscription en anglais.

Le site commémoratif Hill 62 (Sanctuary Wood) est situé au sommet d'une colline connue des soldats britanniques de la Grande Guerre sous le nom de « Torr Top », dont le sommet s'élève à 62 mètres au-dessus du niveau de la mer (d'où son autre nom « Hill 62 ») et environ 30 mètres autour du plateau environnant, qui offre une vue dégagée et dominante sur les environs, y compris Ypres, à un peu plus de trois kilomètres. L'entrée du mémorial se trouve au bout de la Canadalaan qui s'étend au sud de la Meenseweg.Le parc commémoratif est composé de trois jardins en terrasses menant à flanc de colline aux pelouses bien entretenues au sommet où le monument en blocs de granit gris se trouve dans un cercle gazonné sur une terrasse basse en dalles.